# کانونز (نیومکزیکو)
کانونز (به انگلیسی: Cañones) یک منطقهٔ مسکونی در ایالات متحده آمریکا است که در شهرستان ریو آریبا، نیومکزیکو واقع شده‌است. کانونز ۱۱۸ نفر جمعیت دارد و ۲٬۰۳۲٫۱۳ متر بالاتر از سطح دریا واقع شده‌است.